# Postler
Postler is een historisch merk van scooters en motorfietsen..
De bedrijfsnaam was: Motorläufwerke Walter Postler, Nierdedlitz/Sachsen.
Dit was een van de eerste Duitse scooterfabrikanten. De Postler-scooters hadden 252cc-kop/zijklepmotoren. Op het laatst bouwde men kleine aantallen motorfietsen met 246cc-kopklepmotor. Tegelijk met Postler ontstonden in Duitsland enkele honderden kleine bedrijven die goedkope motorfietsen gingen produceren. Voor het gros duurde de productie slechts enkele jaren en dat gold ook voor Postler, dat in 1920 begon met de productie die in 1924 beëindigd werd.